# Championnat du Costa Rica de football 1955
Navigation
Saison précédente Saison suivante
La Primera División 1955 est la trente-quatrième édition de la première division costaricienne.
Lors de ce tournoi, le Deportivo Saprissa a tenté de conserver son titre de champion du Costa Rica face aux neuf meilleurs clubs costariciens.
Chacun des dix clubs participant était confronté deux fois aux neuf autres équipes.

## Les 10 clubs participants
| \| San José: Gimnástica Española CS La Libertad UD Moravia Deportivo Saprissa Universidad LD Alajuelense CS Cartagines I San José CS Herediano I San José I San José Orión FC I San José I San José CS Uruguay \| Localisation des clubs engagés dans le championnat. |
| San José: Gimnástica Española CS La Libertad UD Moravia Deportivo Saprissa Universidad LD Alajuelense CS Cartagines I San José CS Herediano I San José I San José Orión FC I San José I San José CS Uruguay                                                           |

| Club                | Stade                        | Capacité          | Ville      |
| LD Alajuelense      | Stade Alejandro Morera Soto  | 17 900            | Alajuela   |
| CS Cartagines       | Stade José Rafael Meza       | 13 500            | Cartago    |
| Gimnástica Española | Stade inconnu                | Capacité inconnue | San José   |
| CS Herediano        | Stade Eladio Rosabal Cordero | 8 100             | Heredia    |
| CS La Libertad      | Stade national du Costa Rica | 25 500            | San José   |
| UD Moravia          | Stade inconnu                | Capacité inconnue | San José   |
| Orión FC            | Stade Lito Monge             | 27 500            | Curridabat |
| Deportivo Saprissa  | Stade national du Costa Rica | 25 500            | San José   |
| Universidad         | Stade Ecológico              | 1 800             | San José   |
| CS Uruguay          | Stade Municipal el Labrador  | 2 500             | Coronado   |

## Compétition
Les dix équipes s'affrontent à deux reprises selon un calendrier tiré aléatoirement. Les deux derniers du classement sont relégués en Segunda División.
Le classement est établi sur l'ancien barème de points (victoire à 2 points, match nul à 1, défaite à 0).
Le départage final se fait selon les critères suivants :
- Le nombre de points.
- Une confrontation aller-retour supplémentaire.

### Classement
| Rang | Équipe                 | Pts | J  | G  | N | P  | Bp | Bc | Diff |
| ---- | ---------------------- | --- | -- | -- | - | -- | -- | -- | ---- |
| 1    | CS Herediano           | 27  | 18 | 11 | 5 | 2  | 36 | 15 | +21  |
| 2    | Deportivo Saprissa (T) | 26  | 18 | 11 | 4 | 3  | 46 | 19 | +27  |
| 3    | LD Alajuelense         | 23  | 18 | 9  | 5 | 4  | 38 | 21 | +17  |
| 4    | CS La Libertad         | 22  | 18 | 8  | 6 | 4  | 39 | 29 | +10  |
| 5    | CS Cartagines          | 18  | 18 | 5  | 8 | 5  | 26 | 29 | -3   |
| 6    | Orión FC               | 17  | 18 | 7  | 3 | 8  | 37 | 34 | +3   |
| 7    | Gimnástica Española    | 15  | 18 | 6  | 3 | 9  | 26 | 36 | -10  |
| 8    | CS Uruguay             | 12  | 18 | 4  | 4 | 10 | 19 | 36 | -17  |
| 9    | Universidad            | 12  | 18 | 5  | 2 | 11 | 29 | 41 | -12  |
| 10   | UD Moravia             | 8   | 18 | 2  | 4 | 12 | 14 | 50 | -36  |

| Légende : Qualifications et relégations | Légende : Qualifications et relégations |
| --------------------------------------- | --------------------------------------- |
|                                         | Relégué en Segunda División             |
|                                         | (T) : Tenant du titre                   |

### Confrontations supplémentaires
| Club       | Aller | Retour | Club        | Commentaire |
| CS Uruguay | 2-1   | 3-0    | Universidad |             |

## Bilan du tournoi
| Tableau d'Honneur     |              |
| Compétition           | Vainqueur    |
| Primera División      | CS Herediano |
| Copa Reina del Canadá | CS Herediano |

| Promotions et relégations   |                        |
| Relégué en Segunda División | Universidad UD Moravia |
| Promu de Segunda División   | Aucun                  |

## Statistiques

### Meilleur buteur
- Mardoqueo González (CS La Libertad) 16 buts